# Supercoppa italiana 1995
La Supercoppa italiana 1995 è stata l'8ª edizione della competizione disputata il 17 gennaio 1996 allo stadio delle Alpi di Torino. La sfida è stata disputata tra la Juventus, vincitrice della Serie A 1994-1995 e della Coppa Italia 1994-1995, e il Parma, finalista della Coppa Italia 1994-1995; è stata questa la prima edizione della Supercoppa di Lega in cui, per via del conseguimento di un double, alla manifestazione ha avuto accesso la finalista della coppa nazionale.
A conquistare il titolo è stata la Juventus, vittoriosa per 1-0.

## Antefatti
La sfida, giocata in casa dei campioni d'Italia in carica — una scelta pro forma, dato il double conseguito dalla Juventus nella stagione 1994-1995 —, già dalla vigilia avrebbe portato all'iscrizione di un nuovo nome nell'albo d'oro della manifestazione: infatti sia i padroni di casa sia il Parma non avevano all'epoca mai vinto la Supercoppa di Lega, a fronte di una precedente partecipazione a testa (sconfitta bianconera nel 1990 contro il Napoli, e sconfitta gialloblù nel 1992 contro il Milan). Sul versante regolamentare, in caso di parità al 90' era previsto il ricorso diretto ai tiri di rigore.
Si trattò della seconda edizione di Supercoppa italiana disputata nell'anno successivo a quello di elezione; ciò a causa di vari ritardi nella scelta della sede di gara. Infatti inizialmente, per ragioni di marketing, la Lega Calcio e le dirigenze dei due club cercarono di organizzare la sfida all'estero, prima di ripiegare sull'ipotesi di un campo neutro in Italia, e infine sullo stadio delle Alpi di Torino, ovvero (come fin lì da prassi) l'impianto casalingo della squadra scudettata; l'incontro venne fissato per il 17 gennaio 1996, una delle poche date libere in un fitto calendario d'impegni per le due contendenti.
Il match annoverava tuttavia validi motivi d'interesse, su tutti l'ennesima riproposizione del dualismo Juventus-Parma che nel 1995 aveva egemonizzato il calcio italiano ed europeo, con ben 7 sfide comprensive della lotta-scudetto nonché delle finali di Coppa Italia e Coppa UEFA; entrambe le formazioni, inoltre, cercavano il successo per lasciarsi alle spalle un recente periodo di crisi, più sul piano fisico e psicologico per i bianconeri, più a livello tattico e di spogliatoio per i gialloblù.

## Partecipanti
| Squadre  | Qualificazione                                                   | Partecipazioni precedenti (il grassetto indica la vittoria) |
| -------- | ---------------------------------------------------------------- | ----------------------------------------------------------- |
| Juventus | Vincitore della Serie A 1994-1995 e della Coppa Italia 1994-1995 | 1 (1990)                                                    |
| Parma    | Finalista perdente della Coppa Italia 1994-1995                  | 1 (1992)                                                    |

## La partita

I due capitani, il parmense Zola e lo juventino Vialli, nei convenevoli di rito prima del fischio d'inizio, sotto lo sguardo dell'arbitro Ceccarini e dell'altro bianconero Sousa.

L'incontro, giocato in proibitive condizioni climatiche — con il Delle Alpi preda di una fitta nebbia e una temperatura vicina allo zero — e anche per questo davanti a una irrisoria cornice di pubblico (poco più di 5 000 spettatori), vide Marcello Lippi schierare la sua Juventus pressoché in formazione-tipo, un 4-3-3 con il recuperato dell'ultim'ora Sousa a centrocampo, reparto dove invece dovette fare a meno dell'infortunato Jugović, e il tridente Del Piero-Ravanelli-Vialli in avanti. Qualche novità in più per il Parma di Nevio Scala, il quale rinunciò nel suo 5-3-2 ad Apolloni e Pin, sostituiti rispettivamente da Couto e Dino Baggio riproposti dopo qualche tempo nell'undici titolare; in attacco, la coppia di fantasisti Stoičkov-Zola.
Pur a fronte del meteo avverso, la partita risultò soprattutto nel primo tempo «ardente, e a tratti gradevole». Dopo un sostanziale equilibrio, con i padroni di casa più propositivi ma per questo scoperti alle azioni in ripartenza degli ospiti, l'esito della sfida si decise al 33': un traversone dalla destra di Del Piero originò un colpo di testa di Ravanelli da dentro l'area di porta, a cui si opposero a pochi centimetri dalla linea dapprima l'estremo difensore parmense Bucci e poi il compagno di squadra Sensini, i quali tuttavia nulla poterono sul successivo e facile tap-in sottorete del capitano juventino Vialli. Nonostante la positiva situazione di gara, i bianconeri passarono nello spazio di sei minuti dal vantaggio all'inferiorità numerica, quando Peruzzi fu costretto a una parata fuori area per anticipare Stoičkov, ritrovatosi a tu per tu col portiere avversario dopo aver sfruttato una disattenzione difensiva di Tacchinardi — in un'azione di gioco peraltro controversa, con il bulgaro a sua volta autore di un fallo di mano non ravvisato dall'arbitro Ceccarini —: per poter far entrare il dodicesimo Rampulla, Lippi tolse una punta facendo accomodare Del Piero in panchina. Si andò quindi all'intervallo senza altri episodi di rilievo.

Dopo un colpo di testa ravvicinato di Ravanelli, respinto sulla linea di porta dapprima dal portiere gialloblù Bucci e poi dal compagno di squadra Sensini (fuori quadro), Vialli realizza il facile tap-in che decide l'incontro.

Alla ripresa, la nebbia si fece ancor più fitta tanto da rendere impossibile la visione dagli spalti nonché per lunghi tratti dal campo stesso, ciò nonostante Ceccarini ritenne di poter dare ugualmente seguito alla sfida: una scelta, quella del mancato rinvio, che venne vista come più attenta a non intasare ulteriormente il calendario delle due squadre, e soprattutto alle esigenze del pubblico televisivo, che non alle reali condizioni necessarie per la pratica sportiva.
Il Parma uscì dagli spogliatoi, indietro nel punteggio ma forte del vantaggio di uomini, irrobustendo la fase offensiva, con l'attaccante Melli a subentrare al difensore Di Chiara; e seppure i ducali rischiarono subito di sciupare l'uomo in più, con il già ammonito Fabio Cannavaro di fatto «graziato» dalla giacchetta nera, il nuovo assetto li portò a dar vita a un forcing di una ventina di minuti, nel corso dei quali impegnarono a più riprese Rampulla. I piemontesi contennero gli sforzi degli emiliani lavorando di rimessa, sicché quando a un quarto d'ora dal termine le energie iniziarono a scemare, neanche l'ingresso della quarta punta nelle file degli ospiti, Asprilla per Mussi, riuscì a cambiare le sorti dell'incontro. Al fischio finale la Juventus si aggiudicò così la sua prima Supercoppa di Lega, l'unico trofeo nazionale che ancora mancava al suo palmarès.

## Tabellino
| Arbitro: | Ceccarini (Livorno) |

|            |           |  |
| Vialli 33’ | Marcatori |  |

| Juventus | Parma |

### Formazioni
| Juventus:      |    |                       |             |     |
|                |    |                       |             |     |
| P              | 1  | Angelo Peruzzi        | 39’         |     |
| D              | 2  | Ciro Ferrara          | Ammonizione |     |
| D              | 20 | Pietro Vierchowod     |             |     |
| D              | 15 | Alessio Tacchinardi   |             |     |
| D              | 3  | Moreno Torricelli     |             |     |
| C              | 8  | Antonio Conte         |             |     |
| C              | 6  | Paulo Sousa           |             | 83’ |
| C              | 14 | Didier Deschamps      |             |     |
| A              | 11 | Fabrizio Ravanelli    |             |     |
| A              | 9  | Gianluca Vialli (c)   |             | 78’ |
| A              | 10 | Alessandro Del Piero  |             | 40’ |
| Sostituzioni:  |    |                       |             |     |
| P              | 12 | Michelangelo Rampulla |             | 40’ |
| D              | 4  | Massimo Carrera       |             | 83’ |
| C              | 7  | Angelo Di Livio       |             | 78’ |
| Allenatore:    |    |                       |             |     |
| Marcello Lippi |    |                       |             |     |

| Parma:        |    |                     |             |     |
|               |    |                     |             |     |
| P             | 1  | Luca Bucci          |             |     |
| D             | 14 | Roberto Mussi       |             | 77’ |
| D             | 6  | Fernando Couto      | Ammonizione |     |
| D             | 7  | Néstor Sensini      |             |     |
| D             | 17 | Fabio Cannavaro     | Ammonizione |     |
| D             | 3  | Alberto Di Chiara   |             | 46’ |
| C             | 23 | Massimo Brambilla   |             |     |
| C             | 24 | Dino Baggio         |             |     |
| C             | 9  | Massimo Crippa      |             | 83’ |
| A             | 10 | Gianfranco Zola (c) |             |     |
| A             | 8  | Hristo Stoičkov     |             |     |
| Sostituzioni: |    |                     |             |     |
| D             | 2  | Antonio Benarrivo   |             | 83’ |
| A             | 18 | Faustino Asprilla   |             | 77’ |
| A             | 20 | Alessandro Melli    |             | 46’ |
| Allenatore:   |    |                     |             |     |
| Nevio Scala   |    |                     |             |     |